# Magda Draser-Haberpursch
Magda Draser-Haberpursch (geborene Magda Draser, * 10. Januar 1930 in Hermannstadt; † 11. März 2016 in Ewersbach, Deutschland) war eine rumänische Feldhandballspielerin aus der deutschsprachigen Minderheit der Siebenbürger Sachsen.

## Karriere
Magda Draser-Haberpursch begann das Handballspielen während ihrer Schulzeit. Nachdem die rechte Verbinderin in Hermannstadt gespielt hatte, wechselte sie 1949 zu Derubau. Im Jahre 1957 beendete sie ihre Karriere.
Draser-Haberpursch bestritt ab dem Jahre 1953 insgesamt 9 Länderspiele für die rumänische Nationalmannschaft. Mit der Nationalmannschaft wurde sie bei der Weltmeisterschaft 1956 mit einem Sieg über Gastgeber Deutschland Weltmeisterin im Feldhandball.
Zusammen mit ihrem Mann Rudolf Haberpursch (* 28. März 1929 in Mediaș; † 30. Januar 1994 in Ewersbach), der als Torwart der rumänischen Nationalmannschaft bei der Feldhandball-Weltmeisterschaft der Männer 1959 Silber gewonnen hatte, ließ sie sich 1989 in Hessen nieder.